# 변강쇠 2
변강쇠 2는 1987년 공개된 대한민국의 영화이다.

## 배역
- 김진태 : 변강쇠 역
- 원미경 : 옹녀 역
- 손전 : 초시 역
- 박인순 : 색시 역
- 박광진 : 후행인 역
- 성명순 : 아낙 1 역
- 강희주 : 아낙 2 역